# Андреа, Джироламо
Джироламо Д’Андреа (итал. Girolamo d'Andrea; 12 апреля 1812, Неаполь, Папская область — 16 мая 1868, Рим, Папская область) — итальянский куриальный кардинал из неаполитанской фамилии маркизов д’Андреа. Титулярный архиепископ Мелитене с 12 июля 1841 по 15 марта 1852. Апостольский нунций в Швейцарии с 30 июля 1841 по 30 августа 1845. Секретарь Священной Конгрегации Тридентского собора с 30 августа 1845 по 15 марта 1852. Префект Священной Конгрегации Индекса с 4 июля 1853 по 31 июля 1861. Кардинал-священник с 15 марта 1852, с титулом церкви Сант-Аньезе-фуори-ле-Мура 18 марта 1852, in commendam с 28 сентября 1860. Кардинал-епископ Сабины с 28 сентября 1860.

## Биография
Джироламо Андреа родился 12 апреля 1812 года в городе Неаполе.
Получил образование в иезуитском конвикте и в Академии благородных клириков в Неаполе, при папе римском Григории XVI был нунцием в Швейцария.
В 1849 году стал чрезвычайным комиссаром в Перуджии и в 1852 году возведен в звание кардинала в аббатство близ Субьяко.

В начале XX века, «Энциклопедический словарь Брокгауза и Ефрона» напечатал на своих страницах следующее жизнеописание кардинала Андреа: 
Его либеральные политические и религиозные воззрения, его энергические и превосходившие всякую меру нападки, в которых он не щадил самого папу, неоднократно навлекали на него преследования со стороны римской курии и имели последствием лишение его содержания, потом (в 1865 и 1866) назначение дисциплинарных следствий и, наконец, запрещение священнодействий (suspensio). Сначала он сильно протестовал против этого, но в 1867 внезапно отрекся от своего образа мыслей и подчинился унизительному папскому приговору, вследствие чего потерял всякое уважение в общественном мнении. Его записки перешли в руки кардинала Антонелли.
Джироламо д’Андреа скончался в столице Италии городе Риме 16 мая 1868 года.